# Jachini
Jachini (hebrejsky יָכִינִי, v oficiálním přepisu do angličtiny Yakhini) je vesnice typu mošav v Izraeli, v Jižním distriktu, v Oblastní radě Ša'ar ha-Negev.

## Geografie
Leží v nadmořské výšce 134 metrů na severozápadním okraji pouště Negev; v oblasti která byla od 2. poloviny 20. století intenzivně zúrodňována a zavlažována a ztratila charakter pouštní krajiny. Jde o zemědělsky obdělávaný pás přiléhající k pásmu Gazy a navazující na pobřežní nížinu. Severně od mošavu začíná vádí Nachal Mefalsim, podél jižní strany vesnice teče vádí Nachal Šlachim, které pak ústí do Nachal Chanun.
Obec se nachází 15 kilometrů od břehu Středozemního moře, cca 67 kilometrů jihojihozápadně od centra Tel Avivu, cca 68 kilometrů jihozápadně od historického jádra Jeruzalému a 4 kilometry jižně od města Sderot. Jachini obývají Židé, přičemž osídlení v tomto regionu je etnicky převážně židovské. 6 kilometrů severozápadním směrem ale začíná pásmo Gazy s početnou arabskou (palestinskou) populací.
Jachini je na dopravní síť napojen pomocí dálnice číslo 34.

## Dějiny
Jachini byl založen v roce 1950. Vesnice je pojmenována podle biblické postavy Jakína (jednoho ze synů Šimeona) zmiňovaného v Knize Exodus 6,13. Zakladateli osady byli Židé z Íránu a Kurdistánu. Ti se zde ale neudrželi a vystřídali je Židé z Jemenu, kteří do Izraele přišli v rámci Operace Létající koberec a do roku 1952 pobývali v provizorních přistěhovaleckých táborech. Zpočátku čelili osadníci složité ekonomické a bezpečnostní situaci. Museli se naučit zemědělskému způsobu života.
Až do konce 70. let 20. století byla místní ekonomika orientována na zemědělství (zejména pěstování cukrové řepy). Pak došlo k rozvolnění mošavu, který se zbavil většiny družstevních prvků ve svém hospodaření. V současnosti zde funguje 78 soukromých rodinných farem. Významná část obyvatelstva vesnice dojíždí za prací mimo obec. V mošavu je k dispozici mateřská škola, společenský klub, synagoga a knihovna. Zpočátku existence osady zde fungovala i základní škola, ale později byla uzavřena.

## Demografie
Obyvatelstvo mošavu je smíšené, tedy sestávající ze sekulárních i nábožensky orientovaných jedinců. Zejména starší generace uchovává náboženské zvyky jemenitských Židů. Podle údajů z roku 2014 tvořili naprostou většinu obyvatel v Jachini Židé (včetně statistické kategorie „ostatní“, která zahrnuje nearabské obyvatele židovského původu ale bez formální příslušnosti k židovskému náboženství).
Jde o menší obec vesnického typu s dlouhodobě rostoucí populací. K 31. prosinci 2014 zde žilo 644 lidí. Během roku 2014 populace stoupla o 4,7 %.
| Rok            | 1961 | 1972 | 1983 | 1995 | 2001 | 2003 | 2004 | 2005 | 2006 | 2007 | 2008 | 2009 | 2010 | 2011 | 2012 | 2013 | 2014 |
| -------------- | ---- | ---- | ---- | ---- | ---- | ---- | ---- | ---- | ---- | ---- | ---- | ---- | ---- | ---- | ---- | ---- | ---- |
| Počet obyvatel | 411  | 567  | 528  | 408  | 456  | 442  | 432  | 459  | 476  | 508  | 515  | 587  | 607  | 590  | 607  | 615  | 644  |